# Al-Yaarubiyah
Al-Yaarubiyah (en árabe: اليعربية‎) es una ciudad en Siria. Según el Despacho central de los estadísticos de Siria (CBS), Al-Yaarubiyah contaba 6066 habitantes durante el censo de 2004. Es el centro administrativo de un nahiyah ("bajo-distrito") compuesto de 62 localidades con una población combinada de 39 459 en 2004.
Su población ha compuesto principalmente árabes de la tribu Shammar. Durante la guerra civil siria, la ciudad ha pasado primeramente bajo el control de los rebeldes djihadistes, (el Frente al-Nosra y el Estado islámico), pero ha sido luego capturada por las Unidades de amparo del pueblo (YPG).

## Puesto fronterizo
La ciudad era el puesto fronterizo entre el mandato francés en Siria y a Líbano y el mandato británico de Mesopotamia después de la Primera Guerra Mundial y tenía una estación sobre el camino de hierro Berlín-Bagdad. Está hermanado por Rabia del lado iraquí de la frontera.

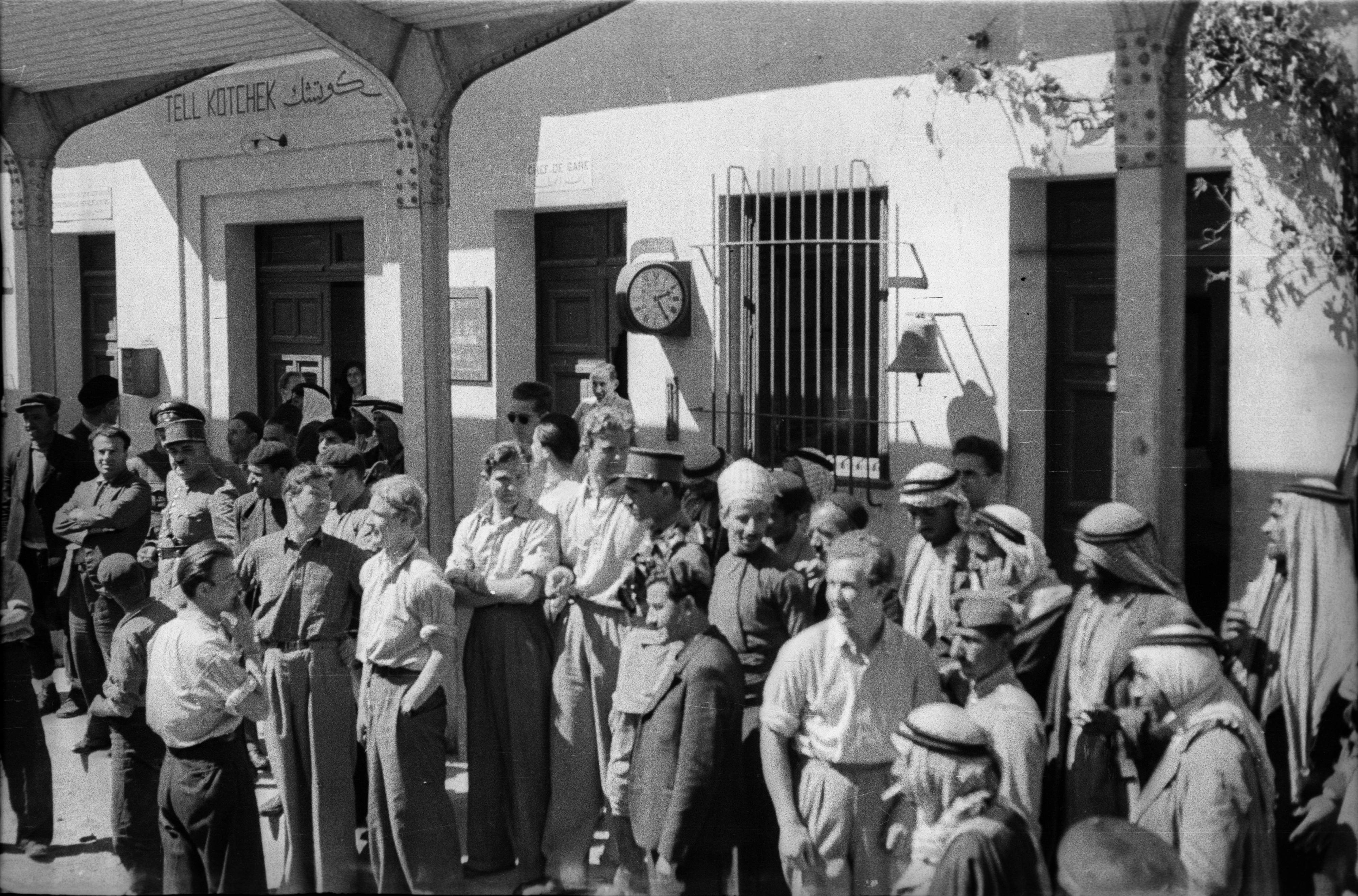
Alemanes, noruegos, funcionarios coloniales franco-sirios y demás en la estación de Al-Yaarubiyah, 1940.